# Muğancıq Mehrab
Muğancıq Mehrab è un comune dell'Azerbaigian situato nel distretto di Şərur.  